# 昌平中学・高等学校
昌平中学・高等学校（しょうへいちゅうがく・こうとうがっこう）は、埼玉県北葛飾郡杉戸町下野にある私立中学校・高等学校。国際バカロレア認定校。

## 概要
学校創立当初の設置者は、福岡県に本部を構える学校法人福田学園で、昌平高等学校も同県にあった東和大学の附属学校として発足したが、同学園の学校運営には地理的制約が負担となっていた。
2007年4月1日、福田学園が東和大学の学生募集を停止すると同時に、昌平高等学校も学校法人昌平学園に無償移管され、福田学園から独立することとなった。以後、栄光ゼミナールのコンサルタントでもある高橋誠を理事長に迎え、また香川誠陵中学校・高等学校の副校長だった小池仁を第9代校長として、次いで2010年より第10代校長として城川雅士を迎えた。
全校生徒数は1学年14クラス、2学年14クラス、3学年15クラスの合計約1900名※2024年度（中学及び高校合わせて）である。平成24年度に入学した34期生は18クラス700人という大規模な人数になっている。
国際教育が特色の1つで、ネイティブ教員によるコミュニケーションの授業や英語圏（カナダ）への約一週間の修学旅行をはじめ、英語スピーチコンテスト、海外語学研修・短期交換留学・長期留学・長期交換留学による海外研修や留学生の受け入れ、長期休暇を使ってのホームステイなど行っている。
また部活動も盛んで多くの団体が全国大会や関東大会に出場し、記録を残している。特にバスケットボール部、剣道部、サッカー部、ラグビー部などは全国的にその実力が知られている。
学校法人昌平学園に移管後は、特別進学コースを設け大学受験に力を入れるようになった。

## 沿革
- 1979年 - 学校法人福田学園（現：学校法人純真学園）により東和大学附属昌平高等学校が開校。
- 1980年 - 校歌制定。
- 1998年 - 制服変更。
- 2007年 - 学校法人昌平学園に無償移管、これに伴い校名を昌平高等学校とする、制服変更。
- 2010年 - 昌平中学校設置。
- 2020年 - コース改変に伴い特進クラスを特選クラスが吸収し2コース5クラスに。

## 設置課程
- 全日制普通科 
  - IBコース
  - 特別進学コース （T特選クラス・特選クラス・特進アスリートクラス）
  - 標準進学コース （選抜アスリートクラス・選抜クラス）
- 中学校

## 行事
- 校外学習（6月）※高校1年生は都内の大学、2年生は担任教師の裁量による。3年生は湯島天神で合格祈願をする。
- 体育祭（5月）※昌平よさこいのハッピを着て踊る。
- 剣道大会
- 文化祭（昌平祭)
- 球技大会（12月)
- 修学旅行（11月、ビクトリア島でのホームステイ)

## クラブ活動
剣道部は全国大会や関東大会出場の実績がある。
サッカー部は2006年に元青森山田中学監督の藤島崇之を招聘して以来、強化が進められ、2013年の高校選手権予選ではベスト4進出。2014年の新人戦では初優勝、同年の高校選手権予選では初優勝を成し遂げたが、全国大会では初戦で敗れた。2016年には高校総体に初出場を果たすと、大会2連覇中の東福岡高校や静岡学園高校などを下してベスト4に進出した。2018年の高校総体では青森山田高校や大津高校などを下して2大会ぶりにベスト4に進出した。2024年、元日本代表の玉田圭司が監督となると、就任1年目となる2024年の高校総体で優勝し、全国大会初制覇を達成した。
ラグビー部は元國學院久我山高校監督の中村誠を総監督に、元國學院栃木高校コーチの御代田誠を監督に迎えて強化が進められ、2014年の全国高校大会予選で初の決勝進出。2017年の全国高校大会予選で初優勝を果たした。
女子陸上競技部は2012年の創設と歴史は浅いが、2017年に全国高校駅伝埼玉県予選で初優勝し、全国大会への出場権を獲得した。また、県内では珍しいボウリング部がある。
- ★サッカー部
  - 全国大会には高校選手権に6回（第93回、第96回、第98回、第99回、第101回、第102回）、高校総体に3回（平成28年度、平成29年度、令和6年度）出場している。
- ★ラグビー部
- ★野球部
- ★陸上競技部
- ★バスケットボール部
  - 全国大会には高校総体に14回出場、ウインターカップに10回（第28回、第30回、第31回、第32回、第33回、第34回、第35回、第37回、第38回、第41回）出場している[13]。
  - ウインターカップに2回（第71回、第74回）出場している[14]。
- ★硬式テニス部
- ★ソフトテニス部
- ★剣道部
- ★バレーボール部
  - 春の高校バレーに1回（第73回）出場している。
- ★バドミントン部
- ★卓球部
- ボウリング部
- ★チアリーディング部
- ダンス部
- 應援團
- フットサル同好会
- ★水泳部
- ★吹奏楽部
- 茶道部
- 合唱部
- 写真部
- 菓子研究部
- 英語学習クラブ
- ESS部
- 華道部
- 美術部
- 軽音楽部
- パソコン部
- 演劇部
- 書道部
- フォークギター部
- 社会歴史研究部
- イラスト文芸同好会
- 生物・化学部
- 鉄道研究同好会
- クイズ研究部

★は強化指定部

## 制服
開校当初から1997年までは紺色の詰襟学生服かジャケットとスカートであったが、1998年から一律ブレザースタイルの制服に変更。その後2007年に新たにモデルチェンジした。

## 著名な卒業生

### サッカー
- 斉藤誠司 - 埼玉県立大宮中央高等学校（通信制）に転校。

- 和田幹大
- 針谷岳晃
- 松本泰志
- 佐相壱明
- 原田虹輝
- 鎌田大夢[15]
- 須藤直輝
- 小川優介
- 小見洋太
- 柴圭汰
- 西村遥己
- 平原隆暉
- 井野文太
- 荒井悠汰[16]
- 津久井佳祐
- 堀江貴大
- 佐々木智太郎

### ラグビー
- 佐藤剛
- 飯塚淳平
- 小山内健
- ンドカ・ジェニファ

### バスケットボール
- 富田卓弥
- 山崎稜
- 井手勇次 - 1年時に北陸高校に転校。
- 津村ゆり子

### 野球
- 吉野創士

### 芸能・放送
- 6代目三遊亭圓雀
- 高橋朋弘
- 内田流果

## 備考
- 校歌は福田敏南による作詞、作曲家赤石敏夫による作曲で、歌詞は3番まである。
- 地元地域を意識した文化事業として『杉戸昌平寄席』という出張寄席を主宰しており、卒業生である6代目三遊亭圓雀（前名の5代目三遊亭春馬時代から）の協力のもと定期的に杉戸町内の多目的ホールにおいて開催される。教職員による杉戸昌平寄席実行委員会が運営にあたっている。
- 同校の卒業生全員ならびに退職した教職員全員で構成される組織として昌平高等学校同窓会がある。同会は同高等学校内に事務局を設置しており、教職員が本来の業務の傍ら、同窓会の業務にあたる。また、同窓会名簿を作成しており、学校の公式ホームページ内で住所変更等の登録を受け付けている。
- 昌平よさこいという伝統的な体操がある。これは5月に行われる体育祭の最後の競技として行われるもので、昌平高校の体育祭の名物となっている。
- 週3日朝小テストが必ず実施される。(『夢を叶える英単語/アルク』シリーズ）
- 2020年に、全館空調が新調、校内のトイレが洗浄機能付き洋式便座化され、インフラが整備された。 特に空調に関しては、以前から真夏に故障し休校を余儀なくされるなど問題視されていたため、これを機に校内設備は改善されたと言える。

## 不祥事・問題
- 2008年12月、30代の男性教諭が担任を務める1年生のクラスで、男子生徒11人が期末試験でカンニングをして謹慎処分になり、責任を感じた教諭は自分の頭を丸刈りにし、謹慎が明けて登校した生徒9人の頭髪をそれぞれ「2」「0」「0」「9」「・」「元」「旦」「う」「し」という文字に刈った上、並ばせて写真撮影。この写真を入れた年賀状を作り「昨年の反省を元に今年は飛躍します。○○○（教諭の名字）の逆襲」と書き添えてクラスの生徒全員に送付した行為が問題となった[17]。
- 2007年から2009年まで計75人の教職員（非常勤含む）が退職しており、授業から外され無人の教室で特別研修と称する模擬授業をさせられ退職を強要されたとして、在職中の教諭が学校法人に対し仮処分を求めるなど、前述の新理事長による強引なリストラが問題となった[18]。その後、同年11月30日、昌平高校の行う特別研修の模擬授業は不適切でやめるべきとの仮処分が下された[19]。
- 2023年6月22日、野球部監督が校則に反する携帯電話の使用があった部員を指導する際、体育座りをしていた3年生部員を足の裏で蹴って倒し、髪の毛を引っ張って体を起こすなどの暴力行為があった[20]。保護者会では監督から報告があったと伝えられたが、実際は現場を目撃したコーチが6月24日に学校に報告するも、校長、サッカー部監督で学校法人の事務局長ら幹部職員は体罰でないと判断し、処分はされなかった。同年夏の埼玉大会開幕を目前に控える昌平は第1シードで優勝候補だったが準決勝敗退。9月10日の文化祭で「昌平野球部OB有志一同」を名乗る人物から監督の体罰、学校側の隠蔽を告発する文書が校内にばら撒かれた[21]。9月15日、監督退任の事実が判明するも[22]「調査中」として当初は理由を明らかにしなかったが[23]、9月19日、監督が複数の部員に体罰をしたとして9月13日付で解任したことを明らかにした[24]。高野連には監督の体罰があったが、コーチはその場に居合わせなかったと虚偽報告。10月13日、日本学生野球協会は昌平の前監督を部内暴力と報告義務違反で謹慎4カ月の処分にした[25]。
- 2023年9月18日夜、サッカー部のレギュラーを含む3年生3人が寮を抜け出して大宮の居酒屋で飲酒後、学校の最寄り駅である杉戸高野台駅近くのコンビニに寄り、寮に戻る途中で警察に呼び止められたが逃走。別の警官に発見されて飲酒が発覚した[21]。当初は3名報告されたが、9月27日に新たに部員2名の飲酒が報告された。学校側の説明によると、「チームメート3名が処分されたことにより、良心の呵責に耐えられず自ら申し出てきた」という説明だったが、実際は警察からの情報で発覚に至った[26]。10月4日、サッカー部監督が10月3日付で退任したことが分かった[27]。

## 交通
- 杉戸高野台駅西口より徒歩で20分、朝日自動車による路線バスで10分
- 久喜駅東口より朝日自動車で15分
- 和戸駅より自転車8分